# لعيش أفضل، استمتع معنا
لعيْشٍ أفضل، استمتع معنا (بالإيطالية: er Vivere Meglio, Divertitevi Con Noi) هو فيلم أنثولوجيا و كوميديا إيطالي لعام 1978. من إخراج فلافيو موجيريني ‏  

## الممثلون
- مونيكا فيتي بدور «فالنتينا كونتاريني»
- سيزار بارو بدور «أزورو»
- يوجين والتر بدور «ناني»
- جوني دوريلي بدور «أوتافيو ديل بون»
- كاثرين سباك بدور «كلوديا»
- ريناتو بوزيتو بدور «سيرو سانتي»
- ميلينا فوكوتيك بدور «بيتشي»
- إليو كروفيتو بدور «زوج بيتشي»
- فرانشيسكو سالفي بدور «جروم»
- تيزيانا بيني بدور «ليلي»

## روابط خارجية
- لعيش أفضل، استمتع معنا على موقع IMDb (الإنجليزية)
- لعيش أفضل، استمتع معنا على موقع فيلمافينيتي (الإسبانية)
- لعيش أفضل، استمتع معنا على موقع قاعدة بيانات الفيلم (الإنجليزية)
- لعيش أفضل، استمتع معنا على موقع ليتربوكسد (الإنجليزية)
- لعيش أفضل، استمتع معنا على موقع كينوبويسك (الروسية)